# 劉文忠 (學者)
刘文忠（1936年11月—），江苏省丰县人。历任中国舞蹈家协会研究人员，文化部留守处工作人员，人民文学出版社古典文学编辑、副主任、编审，中国《文心雕龙》学会常务理事、秘书长、副会长。1980年开始发表作品，1986年加人中国作家协会。

## 生平
1962年于南京大学中文系毕业，同年考入山东大学中文系研究生，师從陆侃如，攻读汉魏六朝学专业，1965年毕业。

## 著作
专著有《鲍照与庾信》、《墨子译注》、《中古文学与文论研究》等。